# ジェニファー・ヘイル

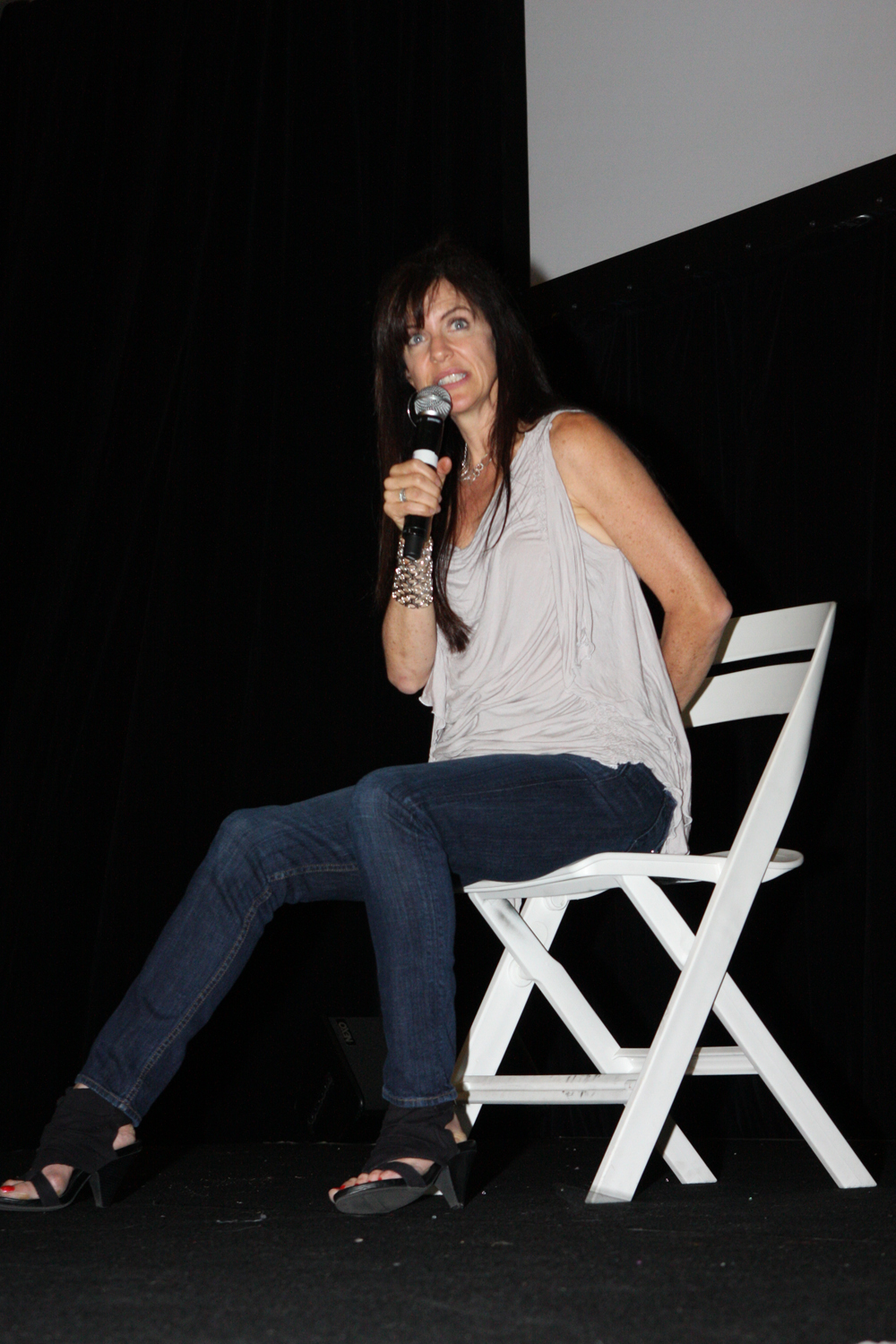
2012年6月撮影

ジェニファー・ヘイル（Jennifer Hale、1965年1月1日 - ）は、カナダ生まれのアメリカ合衆国の俳優・声優・歌手。
別名義にカレン・ラーニング（Carren Learning）がある。

## 特色
『メタルギア』シリーズといったコンピュータゲームやディズニー映画への出演が多く、ディズニー作品では、シンデレラやオーロラ姫を演じることもあり、『メトロイドプライム』シリーズでは サムス・アランの声を当ててきた。また、『ベン10』の『キャンプ場の恐怖』という回では、少年と少女の役を演じた。

## 人物
カナダのニューファンドランド・ラブラドール州グーズベイに生まれ、アメリカ合衆国へ移り住んだあと、両親の地元であるアラバマ州バーミングハムにあるAlabama School of Fine Artsへ通った。高校時代、制作アシスタントとしても働いた。
卒業後はバーミングハムとジョージア州アトランタを行き来しながら俳優として活動し、1988年テレビ映画『ホームカミング』でブレイクする。
その後ハリウッド移住し、1993年からゲームやアニメ、ラジオ、CMや映画などで活動するようになった。また、『チャームド』、『ER緊急救命室』、en:Just Shoot Me!と言った実写作品へのゲスト出演も多い。
2008年、テレビ版『スター・ウォーズ/クローン・ウォーズ』でアイラ・セキュラの声を当てた。

## 出演作品

### 劇場版アニメ
- 劇場版 NARUTO -ナルト- 大激突!幻の地底遺跡だってばよ（カミナ）
- TMNT
- リロ・アンド・スティッチ2Lilo & Stitch 2: Stitch Has a Glitch(2005)
- パワーパフガールズ・ザ・ムービーThe Powerpuff Girls Movie (2002)（Ms. Keane[3]）
- カウボーイ・ビバップ 天国への扉 Cowboy Bebop: Knockin' on Heaven's Door(2001)（Elektra Ovirowa[3]）
- スクービー・ドゥーシリーズ
  - en:Scooby-Doo and the Legend of the Vampire(2000)（Thorn and Queen）
  - en:Scooby-Doo and the Witch's Ghost(1999)（Thorn[3]）
- en:Sinbad: Beyond the Veil of Mists(2000)（Princess Serena[3]）
- en:Mighty Ducks the Movie: The First Face-Off(1997)（Mallory McMallard[3]）
- Bruno the Kid: The Animated Movie(1996)（Leecy Davidson[3]）
- en:Gold Diggers: The Secret of Bear Mountain(1995)（大人になったベス）※Carren Learning名義
- en:Mortal Kombat: The Journey Begins (1995)（Sonya Blade）[3]
- シュガー・ラッシュ:オンライン Ralph Breaks the Internet（2018）（シンデレラ）

### 映画
- ラブ・ポーションNo.9 Love Potion No. 9 (1992)（Catty Woman）

### テレビドラマ/テレビ映画
- チャームド　Charmed(1999)（"Morality Bites"にゲスト出演）
- FBI／男たちの闘争3 In the Line of Duty: Manhunt in the Dakotas(1991)（Mary Ann Kahl）
- ダイナマイト・セールスマン Traveling Man(1989)（ジョーイ）
- ホームカミング A Father's Homecoming(1988)

### テレビアニメ
- ウルヴァリン・アンド・ジ・X-メン（ジーン・グレイ）
- スター・ウォーズ/クローン・ウォーズ（テレビシリーズ）（アイラ・セキュラ、リヨ・チュチ）
- en:El Tigre: The Adventures of Manny Rivera(2007)（Sophie Jarre, La Skunkette Rouga）
- en:Legion of Super Heroes(2006)（Emerald Empress,マーサ・ケント他）[3]
- クラス・オブ・ミュージック! Class of 3000(2006)（マディソン、Ms. Lopez, Bianca Moon）[3]
- ベン10（教師、Jamie ( "And Then There Were 10"に出演),ジョーイ/ロジョ ( "The Alliance", "Ben 10 vs. the Negative 10" Pts. 1 & 2に出演)、ギルバート、マンディ (いずれもキャンプ場の恐怖に出演), Turbine ( "Ben 4 Good Buddy"に出演)）
- アバター 伝説の少年アン Avatar: The Last Airbender(2005)（June, Avatar Kyoshi）
- キャンプ・ラズロ Camp Lazlo(2005)（Mrs. McCannon, Misty, Suzie[3]）
- ブランディ アンド Mr.ウィスカーズ（マルゴ[3]、Gina the Olingo）
- Justice League Unlimited(2004)（en:Giganta, en:Killer Frost, Inza, ザターナ,[3] Black Siren）
- ラグラッツ・ザ・ティーンズ All Grown Up!(2003)（Brett, Diane）
- en:Xiaolin Showdown(2003)（Katnappe[3]）
- en:Stuart Little: The Animated Series(2003)（Eleanor Little, Martha Little[3]）
- en:Gotham Girls(2002)（Commissioner, Prison Warden Caroline[3]）
- わがまま☆フェアリー ミルモでポン!（パピィ）
- KND ハチャメチャ大作戦（ナンバー 86 (2003- )、コンピューター、レインボーモンキー）
  - KND ハチャメチャ大作戦 オペレーションZ.E.R.O.（ナンバー 86 (2003- )、コンピューター、Runt、ナンバー1の母[3]）
- トータリー・スパイズ!（サム、マンディ）[3]
- ビリー&マンディ（ビリーのママ、Mallory他）
  - ビリー&マンディの大冒険（ビリーのママ）[3]
- サムライジャック（女、妖精、他）
- Shrinking Violet(2001)（Raven Wells）
- en:The Chimp Channel(1999)（キミー[3]、 Marina）
- ハウス・オブ・マウス（シンデレラ、オーロラ姫）[3]
- スパイダーマンシリーズ
  - スパイダーマン・アンリミテッド（Lady Vermin of the Knights of Wundagore、メリージェーン・ワトソン）
  - スパイダーマン（フェリシア・ハーディ/ブラックキャット[3]）
  - スパイダーマン 新アニメシリーズ（ニュースのアナウンサー）
- en:The New Woody Woodpecker Show(1999)（Hinga）
- ロケット・パワー Rocket Power(1999)（Paula Dullard[3]）
- パワーパフガールズ The Powerpuff Girls(1998)（プリンセス,キーン先生, Big Mary, セデューサ[3] 他）
- The Real Adventures of Jonny Quest(1996)（Jessica Margaret Leya 'Jessie' Bannon (1997)[3]）
- en:Bruno the Kid(1996)（Leecy Davidson）
- en:Scooby-Doo in Arabian Nights(1994)（Alliyah-din）
- en:Skeleton Warriors (1994)（Jennifer Steele/Talyn[3]）
- 怪盗カルメンサンディエゴ Where on Earth is Carmen Sandiego?(1994)（アイビー[3]）
- Mighty Ducks (1996)（Mallory McMallard[3]||voice）
- フィリックス（キャンディ他[3]）
- アイアンマン（スパイダー）[3]
- The Tick(1995-1996)（Carmelita[3]）
- ソニック・ザ・ヘッジホッグ
- ピンクパンサー
- バイカーマイス（ハーレイ[3]）
- X-MEN '97（ジーン・グレイ）
- LEGO ピクサー:ブリックトゥーンズ（ドリー）

### OVA
- シンデレラ登場作品（シンデレラ）[3]
  - シンデレラII
  - シンデレラIII 戻された時計の針
  - ミッキーのマジカル・クリスマス/雪の日のゆかいなパーティー
- スクービー・ドゥー 宇宙からの侵略者?! Scooby-Doo and the Alien Invaders(2000)（Dottie[3]）
- パワー・パフ・ガールズ ファイト・ビフォア・クリスマス（キーン先生、プリンセス）[3]
- リトル・マーメイドIII はじまりの物語（アラナ）

### ゲーム
- オーバーウォッチ(2018)（アッシュ）
- MARVEL VS. CAPCOM 3 Fate of Two Worlds(2011)（フェニックス）
- en:Rise of the Argonauts(2008)（Alceme）
- Mass Effect(2007)（ジェーン・シェパード他）
- Totally Spies!: Swamp Monster Blues(2007)（Sam）
- マーベル アルティメット アライアンス Marvel: Ultimate Alliance(2006)（Barbara, Valkyrie）

- en:Justice League Heroes(2006)（ブラックキャナリー）
- The Da Vinci Code(2006)（Sophie Neveu[2]）

- Dance Dance Revolution with MARIO Dance Dance Revolution: Mario Mix (2005)（Toadette）
- 天地の門 Kingdom of Paradise(2005)（Xiux Yu, Ginritsu）
- Neopets: The Darkest Faerie(2005)（Illusen, Vanity）
- en:The Matrix: Path of Neo(2005)（Trinity[2]）
- エイジ オブ エンパイアIII(2005)（Elizabet Ramsey）
- en:Operation: V.I.D.E.O.G.A.M.E.(2005)（ナンバー 86、コンピューター）
- en:Predator: Concrete Jungle(2005)
- Ape Escape: On the Loose(2005（Casi, Mother,子供）
- Doom 3: Resurrection of Evil(2005)（Dr. Elizabeth McNeil[2]）
- シャドウ オブ ローマ Shadow Of Rome (2005)（Chamain他）
- マーセナリーズ2Mercenaries 2: World In Flames(2008)（ジェニファー・ムイ）
- マーセナリーズMercenaries: Playground of Destruction(2005)（ジェニファー・ムイ , News Correspondent #1, Pundit #1）[2]
- Darkwatch: Curse of the West(2005)（Cassidy Sharp）
- Killer7killer7(2005)（リンダ・バーミリオン）[2]
- サムライウエスタン 活劇侍道 (2005)（アンネ・バレット,子ども1、ガンマン3）
- エバークエスト2EverQuest II(2004)（Generic Racial Callouts）
- The Bard's Tale(2004)
- Shellshock: Nam '67（看護師1）
- Galleon(2004)（Faith）
- en:Samurai Jack: The Shadow of Aku(2004)（Kid, Lizard,村人,奴隷[2]）
- en:Wrath Unleashed(2004)（Helamis）
- 魔界英雄記マキシモ(2004)（Elizabet, White Lady）
- ゼノサーガ エピソードII［善悪の彼岸］（幼少時代のNigredo、オペレーター、U.M.N. Staff）
- en:Lionheart: Legacy of the Crusader(2003)
- アークザラッド 精霊の黄昏(2003)（Delma[2]）
- en:RTX Red Rock(2003)（Colony Shrink[2]）
- P.N.03(2003)（ヴァネッサ・ズィー・シュナイダー,クライアント）
- 天誅 参 (2003)（Keiken[2]）
- Freelancer(2003)（Commander Jun'ko Zane ('Juni')[2]）
- ダーククロニクル Dark Chronicle (2002)（ホーリー）
- Star Trek: Starfleet Command III(2002)（Federation Officer #1他[2]）
- en:Bruce Lee: Quest of the Dragon(2002)（Xialon他）
- エターナルダークネス 〜招かれた13人〜 Eternal Darkness: Sanity's Requiem(2002)（アレキサンドラ・ロイヴァス[2],ゼロタース ）
- EOE：崩壊の前夜（英語版）（Eliel Evergrand[2]）
- ラ・ピュセル 光の聖女伝説 La Pucelle: Tactics(2002)（プリエ）
- ブラッディロア3Bloody Roar 3(2001)（野々村アリス,シーナ、ウリコ）[2](クレジットなし)
- Kingdom Under Fire: A War of Heroes(2001)
- Atlantis: The Lost Empire - Search for the Journal(2001)
- グランディアII Grandia II(2000)（エレナ, Paella[2]）
- Sacrifice(2000)
- アランドラ2 魔進化の謎 Alundra 2(2000)（ルビー, Naomi, Rusty,[2] Royal Girl B）
- Orphen: Scion of Sorcery(2000)（Cleo, Quaris）
- Gabriel Knight 3: Blood of the Sacred, Blood of the Damned (1999)（Madeline Buthane[2]）
- Revenant(1999)（Andria, Harowen[2]）
- en:Planescape: Torment(1999)（Fall-from-Grace, Deionarra[2]）
- Return to Krondor(1998)
- The X-Fools(1998)
- en:Descent to Undermountain (1997)[2]
- The Dark Eye(1995)
- en:Quest for Glory IV: Shadows of Darkness (1994)（Katrina[2]）
- スクービードゥ関連
  - Scooby-Doo: Who's Watching Who?(2006)（Professor Lorelei Leigh）
  - Scooby Doo: Mystery Mayhem(2004)（ポルターガイスト,コンピュータ、Shermantech Scientist）
- Takシリーズ
  - en:Tak: The Great Juju Challenge(2005)（Flora）
  - Tak 2: The Staff of Dreams(2004)（Flora）
  - en:Tak and the Power of Juju(2003)（Flora[2]）
- 鬼武者シリーズ
  - 鬼武者3(2004)（Michelle Aubert[2]）
  - 鬼武者 無頼伝(2003)（Kaede[2]）
- 指輪物語関連
  - The Hobbit(2003)
  - The Lord of the Rings: The Fellowship of the Ring(2002)（ガラドリエル, Lobelia[2]）
- ディズニー関連
  - キングダム ハーツ バース バイ スリープ(2010)（シンデレラ、オーロラ）
  - en:Disney Friends(2008)（ドリー）
  - Cars(2006)
  - Finding Nemo(2003)[2]
  - en:Disney's Stitch: Experiment 626(2002)
  - Kinect: ディズニーランド・アドベンチャーズ(2011)（シンデレラ）
- Ground Controlシリーズ
  - en:Ground Control II: Operation Exodus（Major Sarah Parker[2]）
  - en:Ground Control: Dark Conspiracy(2000)（Sarah Parker[2]）
  - Ground Control(2000)（Sarah Parker,[2] Squad & Dropship Voices #6）
- バルダーズ・ゲートシリーズ
  - バルダーズゲート・ダークアライアンス Baldur's Gate: Dark Alliance(2001)
  - バルダーズ・ゲート2 スロウン オブ バール Baldur's Gate II: Throne of Bhaal(2001)（Mazzy Fentan[2]）
  - バルダーズ・ゲート2 シャドウ オブ アムン Baldur's Gate II: Shadows of Amn(2000)（Mazzy Fentan[2]）
  - バルダーズ・ゲート Baldur's Gate(1998)（Shar Teel,[2] Dynaheir, Liia J, Serving Wench）
- スパイダーマンシリーズ
  - スパイダーマン2 ENTER：ELECTRO（ローグ、Dr. Watts, コンピューター2）
  - スパイダーマン（ブラックキャット,[2] メリージェーン・ワトソン）
  - Ultimate Spider-Man (2005)（en:Silver Sable[2]）
- X-MEN関連
- en:X2: Wolverine's Revenge(2003)（Carol Hines,ローグ[2]）
  - en:X-Men: Next Dimension(2002)（ローグ）
  - en:X-Men Legends II: Rise of Apocalypse(2005)（en:Scarlet Witch, en:Stepford Cuckoos）
- メタルギアソリッドシリーズ
  - メタルギアソリッド4（ナオミ・ハンター）
  - メタルギアソリッド3（ナオミ・ハンター[2])
  - メタルギアソリッド2 サブスタンス Metal Gear Solid 2: Substance(2002)（エマ・エメリッヒ(E.E.)[2]）
  - メタルギアソリッド2Metal Gear Solid 2: Sons of Liberty(2001)（エマ・エメリッヒ）[2]
  - Metal Gear Solid: VR Missions（ナオミ・ハンター)※ Carren Learning名義
  - Metal Gear Solid: Integral（ナオミ・ハンター）※ Carren Learning名義
  - メタルギアソリッド（ナオミ・ハンター）※ Carren Learning名義
- テイルズ オブ シリーズ
  - テイルズ オブ レジェンディア（ステラ）※ノンクレジット
  - テイルズ オブ シンフォニア（藤林しいな[2]）
- スター・ウォーズ関連
  - Star Wars: Knights of the Old Republic(2003)（Bastila Shan[2]）
  - Star Wars Jedi Knight: Jedi Academy(2003)（Jaden Korr (Female)[2]）
  - Star Wars: Force Commander (2000)（Building Lifterパイロット, Scanner Jammer Driver, Rullian Prisoner #2）
  - Star Wars: Knights of the Old Republic II: The Sith Lords(2004)（Bastila Shan）[2]
  - Star Wars: X-Wing vs. TIE Fighter(1997)
- SOCOMシリーズ
  - en:SOCOM: Confrontation(2008) Commando Announcer
  - en:SOCOM: U.S. Navy SEALs Tactical Strike(2007)（HQ[2]）
  - en:SOCOM: U.S. Navy SEALs Fireteam Bravo 2(2006)（HQ[2]）
  - en:SOCOM: U.S. Navy SEALs Combined Assault (2006)（HQ[2]）
  - en:SOCOM: U.S. Navy SEALs Fireteam Bravo(2005)（HQ[2]）
  - en:SOCOM 3: U.S. Navy SEALs(2005)（HQ[2]）
- ソウルシリーズ
  - ソウルキャリバーIV（ティラ）※ノンクレジット
  - ソウルキャリバーIII（ティラ、他）※ノンクレジット
- サイフォンフィルターシリーズ
  - en:Syphon Filter: Logan's Shadow(2007)（マギー・パワーズ）
  - en:Syphon Filter: Dark Mirror(2006)（マギー、Mara Aramov）
  - en:Syphon Filter: The Omega Strain(2004)（マギー、 Mara Aramov）
- メトロイドプライムシリーズ
  - メトロイドプライム3 Metroid Prime 3: Corruption(2007)（サムス・アラン）(クレジットなし)
  - メトロイドプライム2Metroid Prime 2: Echoes(2004)（サムス・アラン）(クレジットなし)
  - メトロイドプライムMetroid Prime(2002)（サムス・アラン）(クレジットなし)
- パワーパフガールズ関連作品
  - en:Powerpuff Girls: Relish Rampage（キーン先生、プリンセス、セデューサ、他）
  - en:The Powerpuff Girls: Chemical X-traction（キーン先生、セデューサ）
- ノーモア★ヒーローズシリーズ
  - ノーモア★ヒーローズ2 デスパレート・ストラグル（キミー・ハウエル、アリス・ムーンライト）
  - ノーモア★ヒーローズ3（Dr.ジュブナイル、キミー・ラブ）